# Zakarine
Le roi Zakarine (lao : ພຣະບາທສົມເດັຈພຣະເຈົ້າມະຫາຊີວິຕສັກຣິນທຣ໌; connu également sous les noms de Sakkarin, Sakharine, Sackarine, Zackarine et Zacharine; nom personnel: Kham Souk, lao : ຄຳສຸກ; nom complet: Samdach Brhat Chao Maha Sri Vitha Lan Xang Hom Khao Luang Prabang Parama Sidha Khattiya Suriya Varman Brhat Maha Sri Sakarindra, lao : ສົມເດັຈພຣະເຈົ້າມະຫາວິຕລ້ານຊ້າງຮົ່ມຂາວ
ຫລວງພຣະບາງ ປຣມະສິທະຂັຕິຍະສຸຣິຍະວໍຣມັນ ພຣະມຫາຊິວິຕ ສີສັກະຣິນທຣ໌) (16 juillet 1840 – 25 mars 1904) est roi du  
royaume de Luang Prabang de 1895 à 1904.

## Biographie

### Premières années
Zakarine est élevé à Luang Prabang, où il reçoit sa première éducation, comme les jeunes nobles Lao. Plus tard il épouse sept femmes, dont la reine Thongsy, qui lui donnent dix fils et quatre filles. Son union avec la reine Thongsy reste stérile, de ce fait il adopte Sisavang Vong fils de la reine Khamphane. Il commande les armées royales contre l'invasion des Haw des rebelles chinois issu des Taiping en 1874 et doit se réfugier à Bangkok après le sac de Luang Prabang en 1887.

### Roi de Luang Prabang
En 1888, le roi de Siam le nomme régent de son père Oun Kham. Zakarine lui succède officiellement le 15 décembre 1895 et est couronné à Luang Prabang le 14 juillet suivant. Pendant son règne il est contraint d'accepter pour son royaume le protectorat français du Laos le 3 octobre 1893 la suite de la protection que son père avait obtenu de la France. Il meurt d'une hémorragie cérébrale le 25 mars 1904 et il a comme successeur son fils le roi Sisavang Vong,.